# Emil Stürtz
Emil Stürtz, född 15 november 1892 i Wieps, försvunnen den 21 april 1945, var en tysk nazistisk politiker. År 1936 efterträdde han Wilhelm Kube som Gauleiter i Gau Kurmark (från 1940 benämnt Gau Mark Brandenburg) och året därpå utnämndes han till Oberpräsident i Provinsen Brandenburg. Stürtz försvann under slaget om Berlin.